# Musée de l'Aéronautique locale de Bétheny
Le musée de l'Aéronautique locale de Bétheny est un musée qui traite à la fois de l'histoire de la base aérienne 112 Reims-Champagne, dissoute en 2011 après 83 ans d'existence et qui évoque également les premières mondiales qui firent de la région de Reims, il y a un siècle, l'un des berceaux mondiaux de l’aéronautique civile et militaire.

## Description
Le musée retrace l'histoire du terrain d'aviation d'avant 1914, devenu base aérienne en 1928. Celui-ci a accueilli le tsar Nicolas II et sa suite ainsi que le président de la République Armand Fallières en 1901, avant d'accompagner les progrès de l'aéronautique. Le musée relate nombre de points saillants de l'histoire de l'une des plus illustres bases aériennes de France.
Aux abords du musée, un Max Holste 1521 Broussard est présenté en exposition statique.

## Historique
Après le 20 juin 2011, date de la cérémonie de dissolution de la base aérienne 112, le musée dont cette base s'était dotée en 2002, dénommé musée de la base aérienne 112 et de l'Aéronautique locale, a déménagé à Bétheny (collections d'objets et fonds d'archives constitué pendant ses neuf années de fonctionnement), après avoir fait l'objet de négociations menées entre la municipalité de Bétheny et l'état-major de l'Armée de l'air, sous l'égide de l'Organe liquidateur 112 ayant temporairement succédé à la base aérienne et en relation avec une association spécialement créée à Bétheny – Les Amis du musée de l'aéronautique locale – pour superviser l'opération de transfert et de création d'un nouveau musée.
Le nouveau musée, dénommé musée de l'Aéronautique locale de Bétheny, a été installé aux abords de la mairie, dans les locaux d'une école désaffectée, rénovés en quatre mois par les services techniques municipaux. Il a été inauguré le 27 juin 2012, en présence de plusieurs personnalités réunies autour de Jean-Louis Cavenne, maire de Bétheny, parmi lesquelles figuraient Henri Wenisch, ancien mécanicien personnel de l'as de guerre Edmond Marin la Meslée, le général de division Aérienne Henri Switzer, ancien commandant de la BA 112 (qui, en 2001, décida la création d'un musée sur la BA 112), le colonel Guislain Parsy, délégué aux réserves et au patrimoine de l'Armée de l'air, Frédéric Lafarge, administrateur du musée de la BA 112 et de l'Aéronautique locale de sa fondation à sa liquidation.

## Salles du musée
Plusieurs salles disposées en enfilade et ponctuant un circuit de découverte essentiellement chronologique composant ce musée, qui aborde notamment les thèmes suivant :
- le premier vol de ville à ville d'Henri Farman (30 octobre 1908) ;
- la Grande Semaine d'Aviation de la Champagne (août 1909) ;
- la coupe Gordon-Bennett d'aviation de vitesse de 1913 et son vainqueur Maurice Prévost (dont le buste en bronze est exposé dans l'une des salles) ;
- la guerre aérienne de 1914 à 1918 (l'aérostation, la naissance des spécialités, la maîtrise de l'air, les grandes figures de l'aviation militaire) ;
- la base aérienne 112 et son parrain, l'as de guerre Edmond Marin la Meslée (1912-1944).

## Extérieurs
Dans la cour du musée est exposé un Max Holste 1521 Broussard, appareil naguère exposé sur la base aérienne 112 de Reims.
Il s'agit d'un appareil polyvalent de reconnaissance et d’observation qui fut utilisé pour le transport de fret et la liaison et pouvait être aménagé pour les évacuations sanitaires. Armé d’une mitrailleuse, capable de larguer des grenades, le Broussard pouvait par ailleurs effectuer des missions d’appui-feu au profit des troupes au sol. Capable d’emporter un pilote et cinq passagers, ce monoplan propulsé par un moteur en étoile Pratt & Whitney R 985 de 450 chevaux volait à 250 km/h en vitesse de croisière. Construit à Reims à près de 400 exemplaires (toutes versions confondues) par la Société anonyme des avions Max Holste, cet appareil effectua son premier vol le 17 novembre 1952. Entré en service dans l’Armée de l’air en juin 1956, cet avion équipa notamment sur la base aérienne 112 l’escadron d’entraînement tout temps 12.030 « Hautvillers ».
Dimensions : 13,75 mètres d’envergure et 8,60 mètres de longueur. Masse maximale au décollage : 2 500 kilogrammes. Plafond pratique : 5 800 mètres.

## Événements
Du 14 septembre au 25 octobre 2013, le musée a proposé une exposition organisée pour célébrer le centenaire de la Coupe internationale d'aviation de vitesse Gordon-Bennett de 1913, compétition organisée dans la plaine de Bétheny au cours de laquelle un aviateur, pour la première fois dans l'histoire, franchit officiellement le cap des 200 kilomètres à l'heure en avion, à bord d'un monoplan monocoque Deperdussin : Maurice Prévost, qui la remporta. La célébration de ce centenaire se traduisit, notamment, par la mise en exposition du buste en bronze de l'aviateur (prêté par le musée des beaux-arts de Reims) et du trophée qui fut remis à l'aviateur le 29 septembre 1913, propriété de l'Aéro-club de France.

## Voir aussi

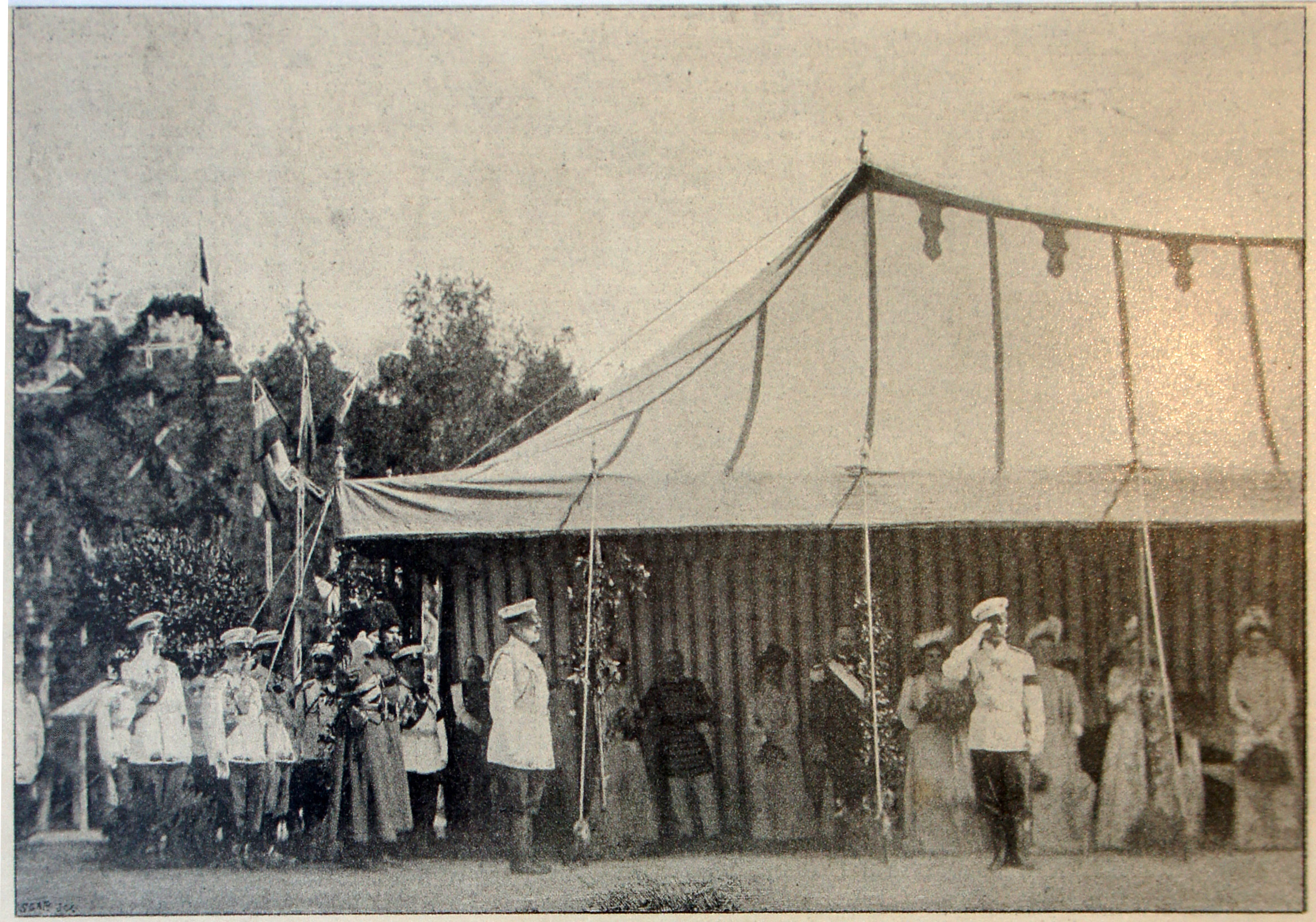
1901 : le tzar Nicolas II de Russie saluant le défilé.